# Pierre Humblet
Pierre Humblet (* 17. Januar 1945 in Sprimont, Provinz Lüttich, Belgien) ist ein belgischer Rechtsanwalt, ehemaliger Präsident des Club Alpin Belge (CAB), und ehemaliger Präsident der Union Internationale des Associations d’Alpinisme (UIAA).

## Biografie

### Kindheit und Jugend
Pierre Humblet wuchs als Sohn eines Arztes in Belgien auf. Bergsteigen oder Klettern hatten in seiner Herkunftsfamilie keine Tradition, dafür der Tennissport. Mit fünf Jahren nahmen ihn seine Eltern mit in die Schweiz, wo die Familie damals ihre Ferien verbrachte. Sofort war er von der dortigen Bergwelt hingerissen und wünschte sich, auch einmal auf einen Berggipfel wandern zu können. Das zweite Kindheitserlebnis, das ihn in diesem Wunsch bestärkte, war, als er von seinem Vater einmal an die Maas mitgenommen wurde. Von dort sah er die in den Freÿr-Bergen herum kletternden Menschen und war erneut fasziniert. Allerdings sollte er erst verhältnismäßig spät selber zum Bergsteigen gelangen.

### Ausbildung und Beruf
Zunächst absolvierte Humblet ein Jurastudium an der Universität Lüttich, das er 1967 mit dem Doktorat und dem Anwaltsexamen abschloss. Daneben studierte er auch Mathematik und Wissenschaftsphilosophie. Als junger Mann unternahm er sodann immer wieder gerne längere, abenteuerliche Reisen in den Orient und den mittleren Osten (u. a. nach Afghanistan), wo er wiederum u. a. auch von der Bergwelt tief beeindruckt war. Als Spezialist für Haftungs- und Versicherungsrecht war er lange in einer leitenden Position in einem US-amerikanischen Versicherungsbüro tätig. Seit 1990 ist er Partner in der Anwaltskanzlei Lebeau und Humblet in Lüttich.

### Tätigkeit im CAB und der UIAA
Humblet war Präsident des Club Alpin Belge. Er nimmt seit dreißig Jahren als Freiwilliger eine Reihe von Funktionen für die UIAA wahr. Er brachte sein Wissen als Mitglied der Mountaineering Commission, im Management Committee, als juristischer Experte, als Vizepräsident, als Präsident und als Mitglied des Courts ein.

## Sonstige Aktivitäten
Humblet ist Mitglied des belgischen Schiedsgerichtes für den Sport.